# Brandon Routh
Brandon Routh James (sinh ngày 09 tháng 10 năm 1979) là một diễn viên và người mẫu thời trang người Mỹ. Anh lớn lên ở Iowa trước khi chuyển đến Los Angeles để theo đuổi sự nghiệp diễn xuất, và sau đó xuất hiện trên phim truyền hình nhiều trong suốt đầu những năm 2000.
Năm 2006, anh nhận được sự công nhận nhiều hơn khi vào vai siêu anh hùng của bộ phim năm 2006 có tựa Superman Returns. Anh cũng diễn lại trong loạt phim truyền hình Chuck, với vai Daniel Shaw. Theo sau đó, anh cũng có các vai phụ nổi bật trong các phim Zack and Miri Make a Porno và Scott Pilgrim vs. the World. Năm 2010, anh đóng vai một phim hài, Dylan Dog: Dead of Night. Anh đang vào vai siêu anh hùng, Ray Palmer/The Atom, in CW's superhero TV series Arrow và Legends of Tomorrow.

## Tiểu sử
Routh, con thứ ba trong gia đình bốn con, sinh ở Norwalk, Iowa, ngày 9 tháng 10 năm 1979, mẹ là Catherine LaVonne (nhũ danh Lear), giáo viên, và cha là Ronald Wayne Routh, thợ mộc. Routh lớn lên trong một gia đình Methodist, và có gốc Anh, Scotland, Đức và một chút Hà Lan. Routh lớn lên ở Norwalk, khoảng 100 dặm (160 km) về phía nam Woolstock, quê của George Reeves, diễn viên đầu tiên vào vai Superman trên truyền hình. Lúc còn trẻ thơ, Routh cho rằng sự nghiệp diễn xuất toàn thời gian là không thực tế, với lý do nền tảng thị xã nhỏ của mình. Trong thời gian rảnh, anh chơi kèn trumpet và piano. Routh theo học trường trung học Norwalk, nơi anh chơi thể thao và tham gia vào âm nhạc và sân khấu. Anh đã mô tả mình là "cậu bé của momma" một và không phải là "đứa bé nổi tiếng nhất" trong năm học của mình. Routh cũng cho rằn trong những năm niên thiếu, anh thích các phim Siêu nhân và các sách thiếu nhi.
Routh theo học đại học Iowa một năm, mong muốn thành nhà văn. Trong thời gian này, anh làm người mẫu và diễn để kiếm tiền học. Routh đã nói rằng anh thường được người ta cho biết anh có vẻ ngoài giống Christopher Reeve, người trước đó đóng vai Superman trong một loạt phim. Quản lý cũ của anh đã đưa anh vào vì sự giống nhau này, nói với anh rằng anh nghĩ Routh sẽ được chọn vào vai Superman, nếu có được một bộ phim khác trong các loạt phim.